# Чыгрыпш (остановочный пункт)
Чыгры́пш (абх. Чыгрыпш) — остановочный пункт, разъезд Абхазской железной дороги в Гагрском районе Абхазии.

## Краткая характеристика
Расположен на электрифицированном участке Псоу — Сухум Абхазской железной дороги. На начало августа 2017 года, единственным пассажирским перевозчиком является ОАО РЖД. Все пригородные и пассажирские поезда дальнего следования, проходящие через Чыгрыпш, российского формирования.
Тяга осуществляется подразделениями ОАО «РЖД». Это, как правило, тепловозы 2ТЭ116У, 2ТЭ10М и ЧМЭ3Т, приписанные к ТЧЭ-12 Краснодар, ТЧЭ-16 Туапсе или к ТЧЭ-8 Кавказская Северо-Кавказской железной дороги.

## История
Платформа Гребешок (Чыгрыпш) была официально открыта в 1943 году, после сдачи в промышленную эксплуатацию участка Сухуми — Адлер. Фактически, движение на этом участке началось в 1942 году.

## Пассажирское движение
25 декабря 2002 года сообщение с Адлером было возобновлено, однако вплоть до середины 2010 года движение пригородных поездов по Абхазской железной дороге было нестабильным.
На март 2019 года, все проходящие через платформу пригородные и поезда дальнего следования остановки на ней не имеют.

## Статьи и публикации
- Евгений Крутиков. Абхазская железная дорога: мифы и реальность // Фонд поддержки публичной дипломатии имени А. М. Горчакова : альманах. — 2015. — 26 августа. Архивировано из оригинала 5 августа 2017 года.
- Пирожкова А. Н. Как строилась Абхазская Железная Дорога // Абхазская Железная Дорога : новостной портал. — 2015. — 22 июня.